# Ignace Guédé-Gba
Ignace Guédé-Gba (Costa de Marfil; 10 de octubre de 1964 – 29 de diciembre de 2021) fue un futbolista de Costa de Marfil que jugó en la posición de delantero.

## Carrera

### Club
| Periodo   | Club                   |
| --------- | ---------------------- |
| 1986-1989 | Africa Sports National |
| 1989-1991 | Gazélec Ajaccio        |
| 1993      | Africa Sports National |

### Selección nacional
Jugó para Costa de Marfil en cinco ocasiones de 1984 a 1988 y anotó dos goles; participó en dos ediciones de la Copa Africana de Naciones.

## Logros
- Primera División de Costa de Marfil (3): 1986, 1987, 1988
- Copa de Costa de Marfil (2): 1986, 1993
- Coupe Houphouët-Boigny (4): 1986, 1987, 1988, 1993
- Campeonato de Clubes de la WAFU (1): 1986